# Kakapó

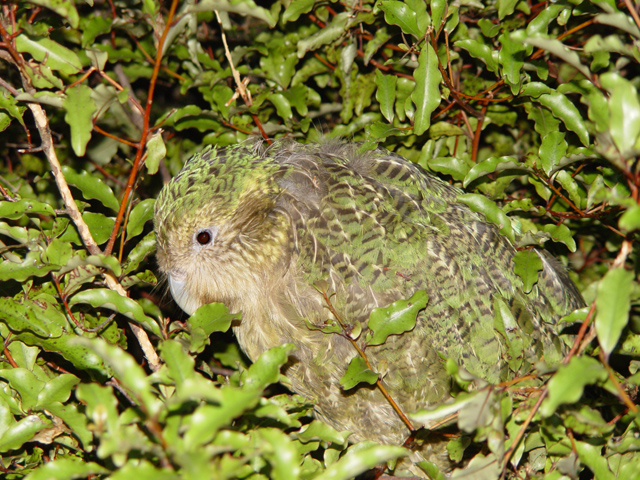
A Pounamu nevű példány 2005 decemberében

A kakapó vagy bagolypapagáj (Strigops habroptila) a papagájalakúak (Psittaciformes) rendjébe és a bagolypapagáj-félék (Strigopidae) családjába tartozó faj. A kakapó éjszaka aktív, földön fészkelő madárfaj, amely Új-Zélandon őshonos. A világ egyik legritkább madara.
E madárfaj testfelépítése jellemzően az óceáni szigeteken kifejlődött madarakéhoz hasonló és a kevés ragadozó és a bőséges élelemforrások miatt jellemzően robusztus felépítésű, kevésbé fejlett mellizomzata és szárnyainak izomzata nem teszi lehetővé, hogy képes legyen a repülésre. Akárcsak más Új-Zélandon élő madárfajok, a kakapó is fontos szerepet töltött be a maori nép körében, akik Új-Zéland őshonos lakói. A kakapó számtalan helyi legendában és a folklór egyéb elemeiben jelen van, ugyanakkor erőteljesen vadászták is mind húsáért, mind pedig tollaiért, mely utóbbi meglehetősen drága ruházati kiegészítőnek számított. A kakapókat időnként háziállatként is tartották.
A kakapó súlyosan fenyegetett madárfaj; 2017 decemberében a teljes ismert egyedszáma mindössze néhány példány volt. A Kakapo Recovery programme részeként a legtöbbjüknek saját nevet is adtak. A polinéz és az európai bevándorlók gyarmatosítása miatt és a ragadozók behurcolása miatt, mint, amilyenek például a macskák, a patkányok, a menyétek, illetve a hermelinek, a kakapók majdnem kihaltak. A populáció megőrzésére az erőfeszítések az 1890-es években indultak el, de ezek az első évtizedek során nem voltak igazán eredményesek, egészen az 1980-as években bemutatott Kakapo Recovery Plan bevezetéséig. 2012 áprilisa óta a megmaradt kakapó állományt három ragadozó állatfajoktól mentes szigeten tartják, melyek Codfish- (Whenua Hou), az Anchor-, illetve a Little Barrier- szigetek, ahol szigorúan ellenőrzik az állományt. Két nagyobb, a Fiordland területéhez tartozó szigeten, a Resolution- és a Secretary-szigeten, nagyszabású ökológiai élőhely-rekonstrukciós programot indítottak, hogy létrehozzanak ez által egy önfenntartásra képes, megfelelő élőhelyet a kakapók számára.

## Rendszerezés
Besorolása sokáig vitatott volt, jelenleg a papagájalakúak rendjébe tartozó bagolypapagáj-szerűek (Strigopoidea) öregcsaládjába sorolják. Ezen belül a Bagolypapagáj-félék (Strigopidae) család, Strigops neméhez tartozik.

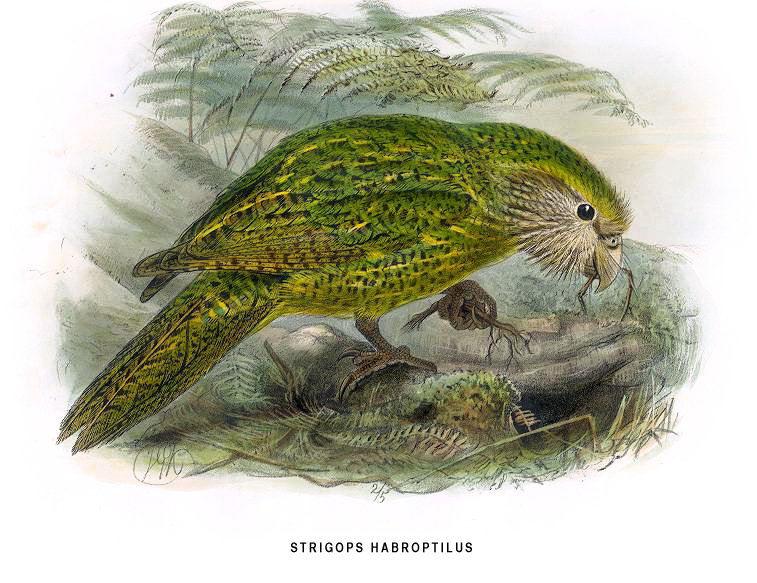
A kakapó az 1873-as kiadású "A History of the Birds of New Zealand" című, Walter Lawry Buller által írt műben.

A kakapót eredetileg az angol ornitológus George Robert Gray írta le 1845-ben. A kakapó név a maori nyelvből átvett "kākāpō" elnevezés, amely a maori kākā ("papagáj") + pō ("éjszaka") jelentésű szavakból tevődik össze. Binominális neve az ógörög strix, genitive strigos "bagoly", illetve az ops "arc" tagokból tevődik össze, míg a faj megnevezése a  habros "könnyű", illetve a ptilon "toll" szavak összetétele. E madárfaj számos szokatlan tulajdonsággal rendelkezik, amely miatt a Strigopini törzsbe sorolták. A legújabb filogenetikai vizsgálatok megerősítették azt a feltevést, amely szerint egyedülálló helyet tölt be a papagájok között, míg a Nestor nemzetségben található parti kea és hegyi kea papagájfajokkal közeli rokonságban áll. E három madárfaj együtt külön öregcsaládot (Strigopoidea) alkotnak a papagájokon belül.
A kakapók ősének és a Nestor nemzetség közös ősének szétválására akkor került sor, amikor Új-Zéland kőzetlemeze leszakadt a Gondvana kőzetlemezéről, mintegy 82 millió évvel ezelőtt, majd nagyjából 70 millió évvel ezelőtt a kakapó egyedfejlődése különvált a Nestor nemzetségtől.

## Előfordulása
Új-Zéland területén honos. A  fák gyökérzete között levő földi üregekben és lyukakban él, de néha előrehajló sziklák tövében is találkozunk vele. Valaha egész Új-Zéland hegyvidéki erdeiben honos volt. Ma három kis erdős szigeten (Codfish-sziget, Anchor-sziget, Little Barrier-sziget) próbálják megmenteni.
Jó, felteszem, a pingvin is elég különös teremtmény, ha végiggondolja az ember, de elég robusztus is, és az a madár tökéletesen alkalmazkodott ahhoz a világhoz, amelyikben találta magát, olyan értelemben, ahogy a kakapó nem. A kakapó más korban élő madár. Ha az ember belenéz nagy, kerek, zöldeskék arcába, olyan derűsen ártatlanul értetlen a tekintete, hogy az ember legszívesebben megölelné, és azt mondaná neki, minden rendben lesz, bár tudja, hogy valószínűleg nincs igaza.

## Megjelenése
- Csőre erős, vastag, lefelé kerekedő. Magasabb, mint amilyen hosszú, szinte már függőleges irányú, a hegye pedig meglehetősen tompa és rövid. A csőr hegye előtt a kávája élei oldalt gyengén kiöblösödnek; az alsó káva alacsonyabb, mint a felső; ellaposodó kávaélei szélesek, ívesen felfelé hajlanak, és rajtuk négy mély hosszanti barázda fut végig.
- Lába igen erős, csüdje hosszú és vastag, ujjai ugyancsak jó hosszúak és vastagok; karmai erősen hajlottak, hegyesek.
- Szárnya rövid; kerekített; az ötödik evező a leghosszabb, a szárny hegye rövid.
- A meglehetősen hosszú farok vége enyhén kerekített.
- Tollazatuk eléggé lágy, az egyes tollak laza szálúak, szélesek, végük kerekített; a homlok és a pofák tollai foszlottak, száruk hosszú, szőrhöz hasonló, a csőr tövét sugarasan veszik körül, s a baglyokéhoz hasonló fátyolt alkotnak.
- A hím egész felső teste élénk olajzöld; az egyes tollak feketésbarna tövén olajsárgás keresztsávok és szárfoltok vannak. Alul zöldes olajsárga, minden tollon rejtett, keskeny, a szár mentén megszakított sötétbarna keresztsávok. A széles bagolyszerű fátyol, mely a homlokot és fültájékot is borítja, az állal együtt halvány szalmasárga, csak a fültájék felé megy át elmosódott világos olajbarnásba. Az evezőtollak belső zászlója a szár mentén sötét feketésbarna, a külső pedig feketén márványolt olajsárgás-barna. A sárgás olajbarna kormánytollak úgy belső, mint külső zászlója feketén már márványozott; az alsó farkfedők majdnem egyszínű olajzöldek. Csőre világos szarufehér, lába világosszürkés szarubarna; szeme fekete.
- Röpképtelen, de ennek ellenére siklórepülésben 100 métert is meg tud tenni.

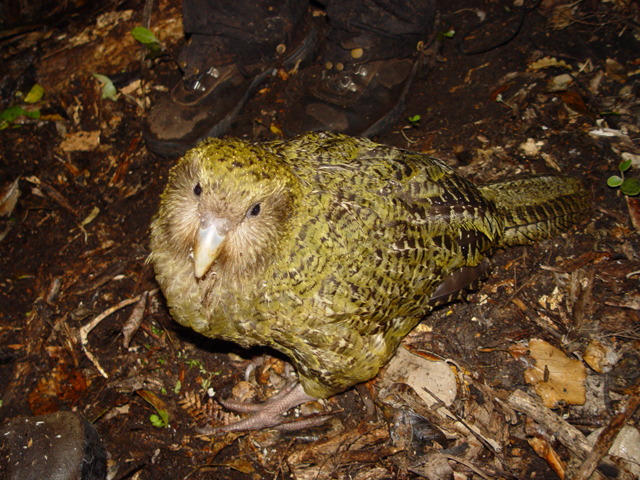
Egy éves példány a Codfish-szigeten.

A kakapó egy nagy méretű papagáj; a kifejlett példányok mérete 58-tól 64 centiméter  között alakul a madár testhosszát tekintve, míg testsúlyuk 0,95 és 4 kg közt váltakozik. A hímek nagyobb termetűek, mint a tojók. Huszonnyolc hímet talált egy kutatás, melyek átlagosan 2 kg súlyúak voltak, míg 39 hím 2,06 kg súlyú volt átlagban  a felmérés alapján. Ugyanezen kutatásban 28 tojót vizsgáltak meg, melyek átlagosan 1,5 kilogrammot nyomtak és 18  nőstény egyed volt átlagosan 1,28 kg súlyú. A kakapók a legnehezebb ma élő papagájfajok, melyeknek átlagos testsúlya a 400 grammal is meghaladhatja a legnagyobb repülésre képes papagáj, a jácintkék ara átlagos testsúlyát. A kakapó nem képes a repülésre, mivel viszonylagosan rövid szárnyakkal rendelkezik és hiányzik testfelépítéséből az az erős mellkascsont, amelyhez a röpképes madaraknál a szárnyakat mozgató izomzat jelentős része hozzátapad. Szárnyait csak arra használja, hogy esését megtörve, megőrizze egyensúlyát, amikor egy egy fáról lecsúszik. A többi röpképtelen madártól eltérő módon, a kakapók képesek nagyobb mennyiségű testzsír felhalmozására.
A kakapók testének felső részeit sárgás mohazöld tollazat borítja fekete, vagy szürkésbarna színű tollazattal csíkozott, vagy pettyes tollakkal vegyítve, amely jól elrejti a természetes növényzet közt. Az egyedek pöttyözött mivolta különböző szintű lehet mind árnyalatában, mind a pöttyözöttség fokában mérve, példának okáért egyes múzeumokban a bemutatott egyedek azt mutatják, hogy az adott madár szinte teljesen sárga tollazatú volt. A mellkas és a szárnyak sárgászöld csíkozásúak némi sárgával vegyítve. A madár begye, a farktollai alatti rész, nyaka, és pofája túlnyomórészt sárga csíkozású, halványzöld tollazattal vegyítve, melyet halványan szürkésbarna tollazat tarkít. Mivel a tollazatnak nem muszáj erősnek és merevnek lennie a repülés miatt, ezért az kivételesen puha. A kakapóknak feltűnő pofájuk van, más szóval a finom tollaik a pofájukon a baglyok tollazatára emlékeztet, ezért is nevezték a korai európai telepesek bagolypapagájnak. A madár csőrét vékony tollak szálaiból álló "pofaszakáll" veszi körül, melyet az állat a földön való tájékozódáshoz használ, miközben lehajtott fejjel halad. A csőre borostyán színű alul, míg a felső része inkább kékesszürke. Szemei sötétbarnák. A kakapó lábai nagyok, pikkelyesek, illetve, akárcsak az összes többi papagájfajnál, lábukon két lábujj előre, kettő pedig hátrafelé áll. Erőteljes karmai kifejezetten hasznosak az állat számára, amikor fára mászik. A farktollak meglehetősen tépetté, kopottá válhatnak idővel, mivel folyamatosan érintkeznek a talajjal, ahogyan a madár húzza őket a földön.

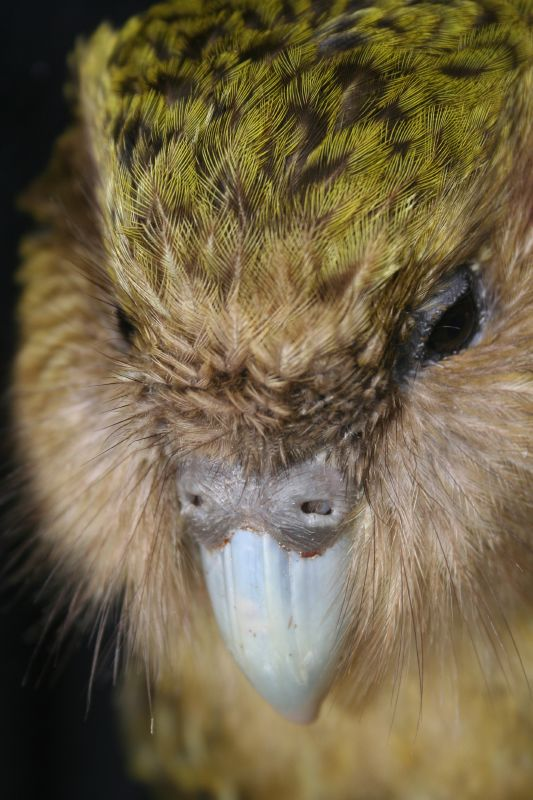
A csőr körüli "pofaszakáll" vékony tollai.

A tojókat könnyen meg lehet különböztetni a hímektől, mivel keskenyebb és kevésbé domború a fejük, keskenyebb és arányaiban véve hosszabb a csőrük, jóval karcsúbb és szürkés rózsaszínűbb a lábuk és arányaiban jóval hosszabb farktollaik vannak. Miközben a tollazatuk nem igazán tér el, addig a tollazat pettyezettsége a tojóknál kevésbé erő és inkább nem a sárga szín dominál. Jobban ellenállnak a betolakodók támadásainak és agresszívebben védekeznek a hímeknél. A költő tojók mellkasán a költési időszakban látható a begyükön az úgy nevezett fészekfolt, amely egy olyan rész, ahol csupasz a bőrük.
A kakapók frissen kikelt fiókáit eleinte szürkésfehér tollazat borítja, igaz egy darabig látható marad rózsaszín bőrük. A fiókák teljes tollazatukat mintegy hetven nap alatt növesztik meg, majd kirepülnek. A fiatal egyedek tollazata halványabb zöld színezetű, valamint kevesebb sárga szín van jelen tollazatukban. Ők könnyebben megkülönböztethetőek, mivel rövidebb farktollaik, szárnyaik és csőrük  van. Ebben az időszakban az íriszük körül rövid tollak nőnek, melyek úgy néznek ki, mintha szempillák lennének.

## Életmódja
Mind a párzás, mind a táplálkozás éjszaka zajlik. Bogyókkal, fiatal hajtásokkal táplálkozik, de néha a gyíkokat is megfogja.
Habár napjainkban már csak három olyan szigeten élnek, amelyek mentesek a ragadozóktól, ugyanakkor egykoron majdnem minden éghajlati körülményéhez alkalmazkodtak Új-Zélandnak és szinte mindenütt előfordultak. Túlélték a száraz, meleg nyarakat az Északi-szigeten és alkalmazkodtak a hideg téli hőmérsékletekhez a Fjordland szubalpesi területeihez is. A kakapók leginkább a sűrű, mérsékelt esőerdők közelében telepedtek meg, ám ez a faj nem kizárólagosan erdőlakó. Minden egyes kakapó, amelyet az utóbbi néhány évtizedben áttelepítettek a ragadozóktól mentes szigetekre, jól alkalmazkodott a megváltozott élőhelyi körülményekhez és táplálékforrásokhoz.
A kakapók elsődlegesen éjszakai életmódot folytató madarak, melyek nappal a fákon rejtőzködnek, vagy a földön megbújva pihennek és territóriumukat csak éjszaka járják körbe.
Igaz, a kakapók nem képesek repülni, ám a fákra való felmászásban kifejezetten ügyesek és képesek, akár a legmagasabb fák koronájába is felkapaszkodni. Gyakran levitorláznak a fákról, amely során kitárt szárnyaikat használják az egyensúlyozáshoz siklás közben. Ezen a módon képesek kisebb távolságokat is megtenni, de a repülésük szöge általában a 45 fokot nem haladja meg. Mivel a kakapó testtömegének mindössze 3,3 százalékát teszi ki a szárnyait mozgató mellizomzat, nem meglepő, hogy e madárfaj képtelen arra, hogy szárnyainak segítségével elemelkedjen a föld felszínétől.
A kakapók kíváncsi természetűek és ismertek arról, hogy kapcsolatba lépnek az emberekkel. A védelmükben dolgozó szakemberek és önkéntesek több egyeddel is szoros kapcsolatot alakítottak ki, amelyeknél önálló személyiségjegyeket véltek felfedezni. Miközben e madarak kíváncsiak az emberre, egymással meglehetősen antiszociálisak. Ha például két egyed keresztezi egymás útját élelem keresése közben, akkor szinte elkerülhetetlen, hogy harc alakuljon ki közöttük. Akárcsak a párzási időszak során, amikor is a hímek kizárólag a tojók irányában kedvesebbek, de ez csak annyiban nyilvánul meg, hogy nem csipkedik halálra párjukat a kapcsolattartás során. Párzást követően a hímek odébbállnak és folytatják magányos életüket tovább.
A kakapók az ember megjelenése előtti állapotban lévő Új-Zélandon rendkívül sikeres élőlénynek számítottak, amelynek egyik oka az volt, hogy hatékonyan alkalmazkodtak a ragadozó madarak támadásai ellen kialakított viselkedésükkel, melyek a múltban egyedüli veszélyforrások voltak számukra. Ugyanakkor ugyanezen viselkedési minták már nem voltak hatásosak a ragadozó emlősök ellen, melyek az emberi betelepülés során kerültek a vidékre, mivel ezen állatok másfajta módokon vadásznak táplálékukra. Vadászat közben a madarak másképpen ejtik el zsákmányukat, mint az emlősök, amely során elsősorban éles látásukra támaszkodnak, amely miatt főleg nappal vadásznak a ragadozó madarak (kivéve a baglyokat).
Az emlősök közé tartozó ragadozók a madarakkal ellentétben, főleg szaglásukra és hallásukra támaszkodnak zsákmányszerzés közben és gyakran vadásznak az éj leple alatt. A kakapók éjjeli életmódhoz való alkalmazkodása így hatástalannak bizonyult az új betolakodókkal szemben, amelynek következtében számuk jelentősen visszaesett a kutyák, macskák és egyéb ragadozók megjelenése miatt. Az emberek a kakapókra történő vadászat során jellemzően betanított kutyákat engedtek el, amelyek megkeresték a kakapókat.

## Szaporodása

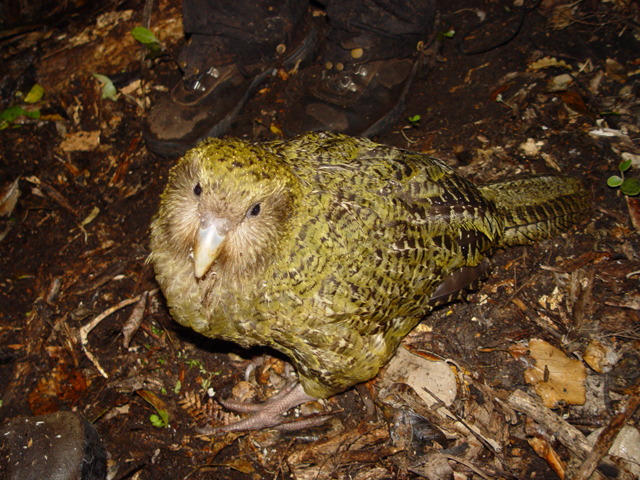
A Pura nevű példány 1 évesen, 2005 decemberében

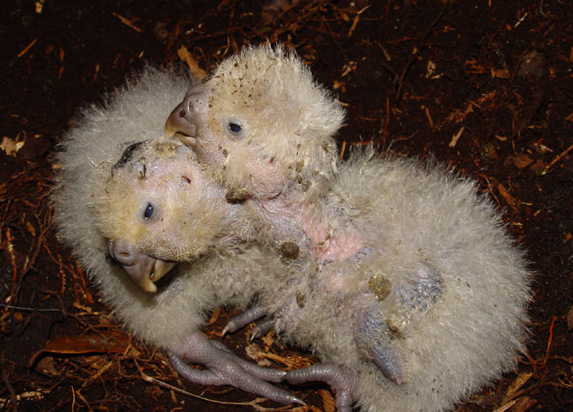
Frissen kikelt fiókák

A párzási időszak decembertől februárig vagy májusig tart. Nem költ minden évben. Párzási időszakban a hím erős, messzire hangzó kiáltásokkal hívja a nőstényt. A tojó – ha éppen fogamzóképes – nagy távolságokból látogatja meg a hímet, párzik vele, majd megy a dolga után. Fák gyökerei alatti üregben fészkel, melynek több bejárata is van. Fészekalja 2-4 tojásból áll. A tojó egyedül neveli fel fiókáit.
Korábban úgy gondolták, hogy a tojók a szexuális érettséget csak kilenc évesen érik el, ám ez az elképzelés megdőlt, amikor 2008-ban két 6 éves tojó (Apirama és Rakiura) lerakták tojásaikat. Általában a tojók nem keresik a hímek társaságát egészen kilenc-tizenegy éves korukig. A kakapók nem költenek minden évben és a madarak közt az egyik legalacsonyabb reprodukciós rátával rendelkeznek. Költeni csak olyankor szoktak, amikor a környező gyümölcsfákon rengeteg a termés, amely megfelelő tápanyagellátást biztosít a számukra.

## Természetvédelmi állapota

### Visszaszorulásának okai
Az ember megjelenése előtt Új-Zélandon nem voltak emlős ragadozók. A maorik hozták Új-Zélandra az első kutyákat és patkányokat, a kakapót pedig tolláért és húsáért vadászták. Az európaiak újabb kutyákat, macskákat, vadászgörényeket, menyéteket hoztak a szigetekre.
A behurcolt ragadozók számára a földön fészkelő madarak tojásai könnyű prédának számítanak. A fiókák, mikor más állatok közelítenek a fészekhez, nagy lármát csapnak, így könnyű megtalálni őket.

### Védelme
Miután két kis szigetet (Codfish-sziget, Little Barrier-sziget) megszabadították a kakapóra veszedelmes ragadozóktól, a fellelhető összes kakapót (14 tojó, 29 hím – 1995) ezekre menekítették. Jelenleg a Chalky-szigeten és a Codfish-szigeten vannak a kakapók. Mindegyiküknek saját nevet adtak. A projektet a Kakapó Helyreállító Program felügyeli (Threatened Species Trust Department of Conservation; Box 10420; Wellington; New Zealand). 2005-ös adat szerint 83 példányuk él a Földön, 45 hím és 38 tojó. 2014-ben számuk 130-ra emelkedett, amelyből 64 hím, 60 tojó, és 6 még ismeretlen nemű fiatal egyed. 2023-ban 249 példányt tartanak számon, ami még mindig ijesztően kevés. Valamennyiük a három védett új-zélandi szigeten található, állatkertekben eddig nem sikerült szaporítani őket, habár házi kedvencként korábban a maorik, majd később az európaiak is szívesen tartották.

### Védelme a korai időkben
1891-ben, az új-zélandi kormány létrehozott a Resolution-szigeten kialakított természetvédelmi területet. 1894-ben a kormány ennek gondozásával Richard Henryt bízta meg.

### Az 1950–89 közti madárvédelmi erőfeszítések

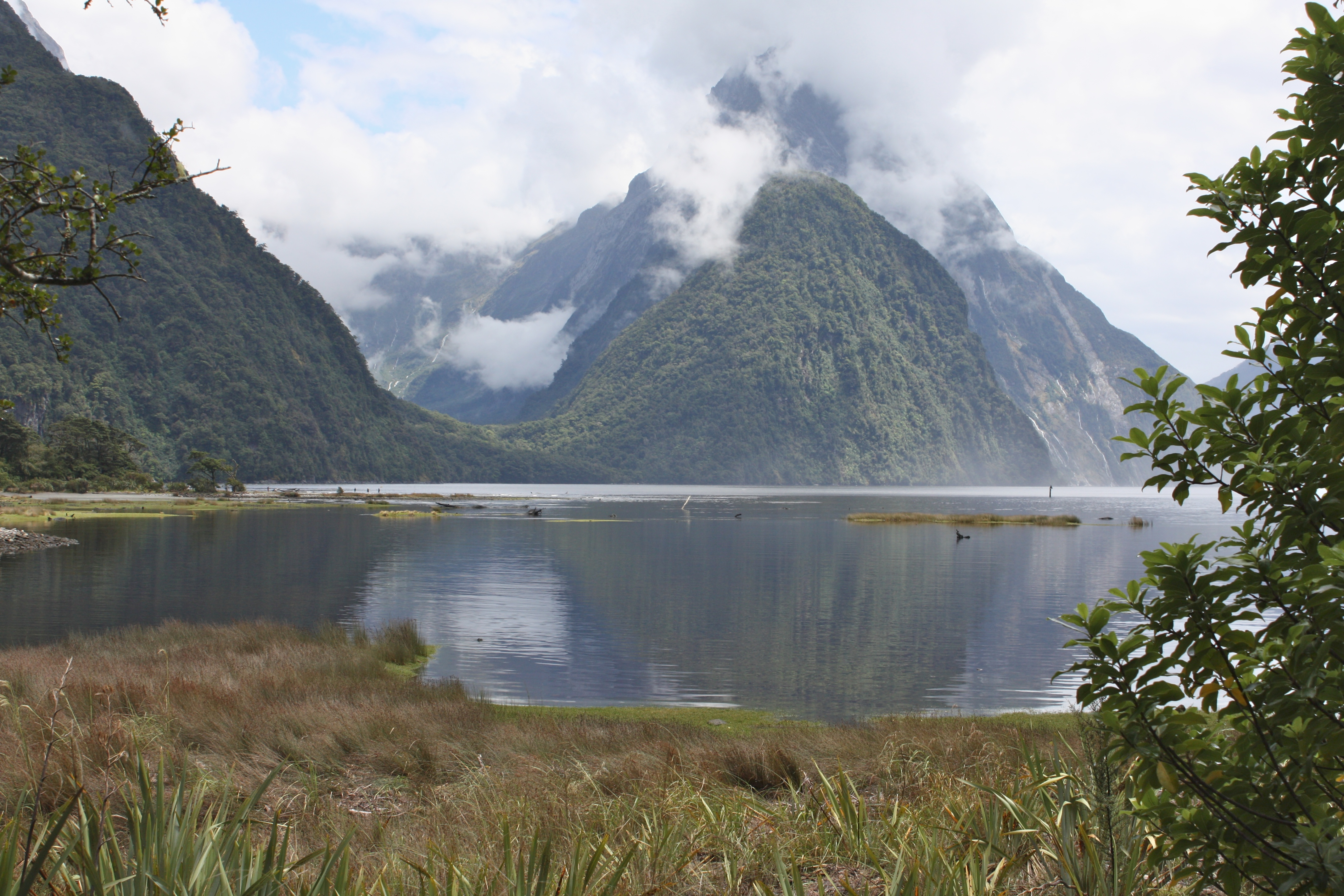
A Sinbad Gully a Fiordland vidékén az egyik utolsó nagyobb erősség volt az új-zélandi szárazföldön élő kakapók számára.

Az 1950-es években, megalakult a New Zealand Wildlife Service és rendszeres kutatásokat végeztek a kakapókkal kapcsolatban, főleg a Fiordland vidékén, ott, ahol ma a Kahurangi Nemzeti Park található, a Déli-sziget északnyugati részén. 1951 és 1956 közt hét expedíció során mindössze néhány frissebb nyomot találtak. Végül, 1958-ban sikerült elfogni egy kakapót, melyet a milford Soundnál engedtek szabadon, amely egy védett terület a Fiordlandon. 1961-ben további hat kakapót sikerült elfogni, amelyből egyet szabadon engedtek, míg a többi ötöt elszállították a Mastertonban található Mount Bruce Madárrezervátumba. Hónapokon belül az ötből négy madár elpusztult, míg az ötödik egy éven belül múlt ki. A következő tizenkét év során rendszeres expedíciók újabb jeleit találták a kakapók jelenlétének, amely azt mutatta, hogy folyamatosan csökkenő félben van az állomány. 1967-ben mindössze egyetlen madarat sikerült elfogni, amely a következő évben pusztult el.
Ugyanakkor annak érdekében, hogy a tudósok meggyőződjenek arról, hogy e madárfaj túlélése valóban biztosított, a későbbiek során úgy döntöttek, hogy a megmaradt egyedeket át kell költöztetni ragadozóktól mentes szigetekre, melyre 1982 és 1997 között került sor.

### Kakapo Recovery Programme
Ahhoz, hogy a kakapó populációt monitorozni lehessen, minden egyes egyedre rádióhullámú jeladókat szereltek fel. A Kakapo Recovery Programme kezdete óta minden egyednek saját nevet adnak a program résztvevői. Ez egy gyengéd lépés a madárfaj védelmében résztvevők részéről és egyúttal egy éles figyelmeztetés is arra vonatkozóan, hogy milyen kevés példány is maradt e madárfajból. A tojások mesterséges megtermékenyítését és a fiókák mesterséges nevelését is bevetik a szakemberek annak érdekében, hogy javítsák az állomány túlélési esélyeit.